# Cartouche Pomeroy

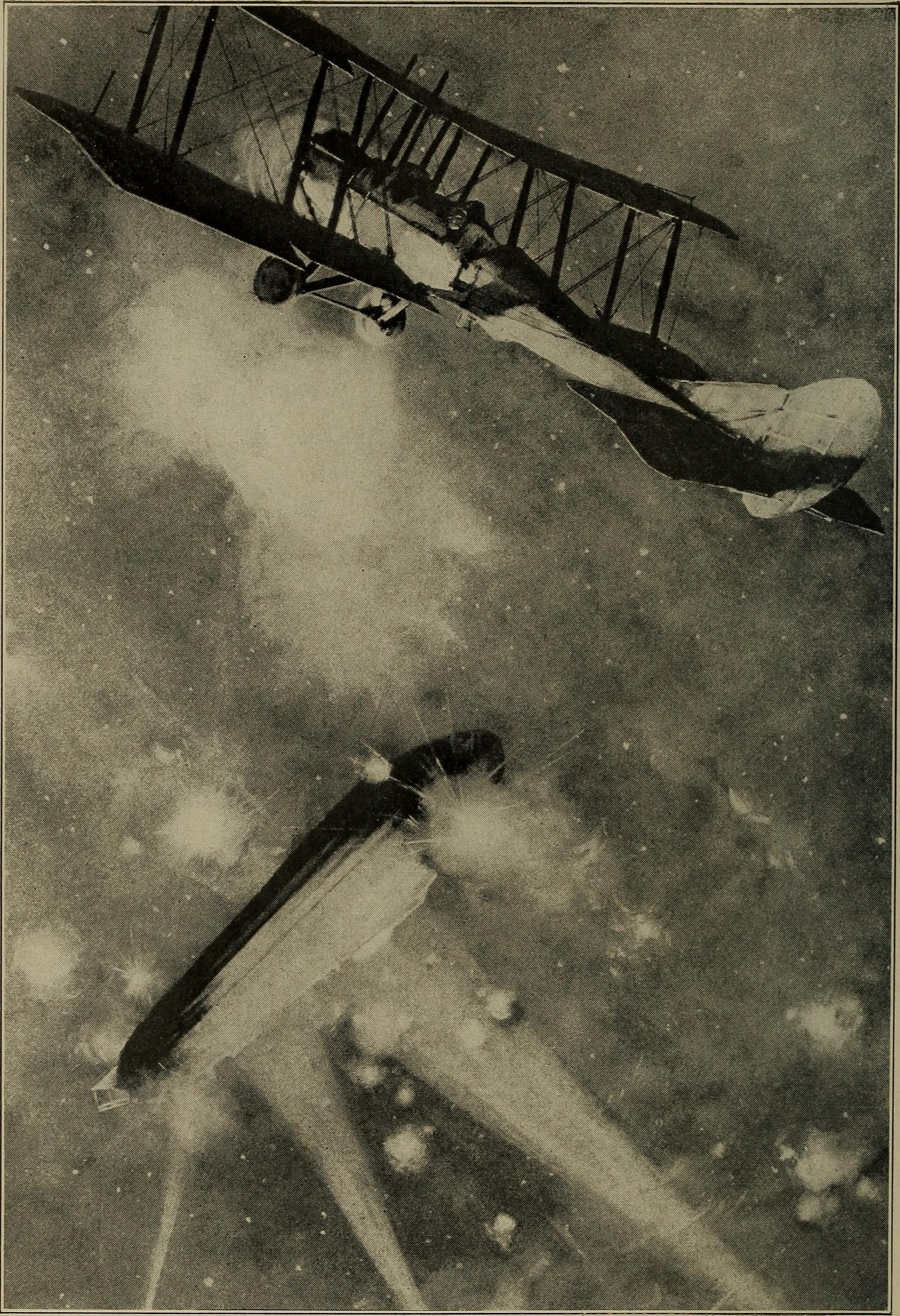
Les balles Pomeroy étaient utilisées par les avions de chasse qui attaquaient les zeppelins.

La balle Pomeroy est conçue par le néo-Zélandais John Pomeroy (1873-1950) comme une arme anti-zeppelin. Les balles Pomeroy sont censées exploser lorsqu'elles rencontrent la résistance minimale des enveloppes en tissu contenant de l'hydrogène qui maintiennent le zeppelin en altitude. L'explosion peut produire un trou plus grand dans le tissu que la balle de petit diamètre et l'énergie de l'explosion peut enflammer l'hydrogène en présence de l'oxygène atmosphérique à l'extérieur de l'enveloppe.

## Contexte
C'est au cours de la Première Guerre mondiale que les bombardements stratégiques ont été utilisés pour la première fois. Les premiers bombardiers sont des dirigeables Zeppelin volant à des altitudes supérieures à la portée effective de la plupart des armes défensives. Les avions de chasse pouvaient atteindre l'altitude d'un zeppelin, mais il leur fallait beaucoup de temps pour y parvenir et leurs armes étaient des mitrailleuses tirant des balles de fusil qui ne faisaient généralement que de petits trous dans les enveloppes de gaz en tissu des zeppelins. La différence de pression minimale était insuffisante pour provoquer une perte rapide de l'hydrogène contenu dans les enveloppes en tissu et les petites quantités qui s'échappaient de ces trous produisaient des volumes minimes de mélanges dans les limites d'inflammabilité de l'atmosphère environnante. En l'absence d'inflammation, les dommages étaient rarement suffisants pour entraîner une perte rapide d'altitude. Plusieurs nouveaux modèles de balles ont été proposés pour augmenter les dommages au tissu ou la probabilité d'inflammation.

## Conception
John Pomeroy est un jeune homme brillant doté d'une aptitude exceptionnelle à l'innovation technique. À l'âge de douze ans, une quincaillerie le paie 50 livres sterling pour la conception d'un support permettant de maintenir les cordes à linge au-dessus du sol sans qu'elles ne basculent d'un côté. Parmi ses autres inventions figurent un piège à lapin indolore, un collier pneumatique pour chevaux, des cisailles à mouton améliorées, une attache pour maintenir les chapeaux des dames en place et des protège-jambes pneumatiques pour les joueurs de cricket. Sa proposition pour lutter contre les bombardiers zeppelin est  adoptée en 1916 sous le nom de « Cartouche S.A. Ball .303 inch Pomeroy Mark I ». Il s'agit d'une cartouche standard de calibre .303 British, chargée d'une balle de plomb à chemise de cupronickel de 155 grains 10 grammes et d'un tube de cuivre creux rempli de 15 grains 0,97 grammes de 73 % de dynamite. La femme de Pomeroy aurait rempli les 5 000 premières balles de dynamite à la main. En théorie, l'accélération du tir de la balle entraîne la séparation de la dynamite, le kieselguhr poreux stabilisant se déposant à l'arrière du tube, laissant une pellicule de nitroglycérine sensible aux chocs à l'extrémité avant du tube. Une production ultérieure désignée Cartouche S.A. Ball PSA .303 inch Mark II utilise 60 % de dynamite avec l'extrémité avant du tube de cuivre fermée et inclut une grenaille de plomb à l'extrémité arrière du tube pour augmenter la sensibilité. Archibald Low a participé à l'essai des balles (en).

## Résultats
Après des essais comparatifs peu concluants, les chargeurs des mitrailleuses d'aviation pour les missions anti-zeppelin furent chargés d'un mélange de balles Pomeroy, de balles Brock (en) contenant du chlorate de potassium explosif et de balles incendiaires Buckingham contenant du phosphore jaune pyrophorique. Les pilotes de chasse ont indiqué que les trajectoires des balles provoquant des passes à peu près parallèles au flanc d'un zeppelin semblaient plus efficaces que les trajectoires des balles pénétrantes perpendiculaires à l'enveloppe gazeuse. Les avis divergent quant au type de balle qui aurait pu mettre le feu aux quelques zeppelins détruits par les avions de chasse. Les balles Pomeroy sont peut-être mieux connues. Après la mort de Brock lors du raid sur Zeebruges, Pomeroy a fait la promotion de sa conception tout en recevant 25 000 livres sterling pour la production de ces balles pendant la Première Guerre mondiale et a diverti ses clients avec des histoires en vendant des tartes dans une charrette tirée par des chevaux à Melbourne pendant la Seconde Guerre mondiale,.